# Zwarte Gat
Het Zwarte Gat was een zeearm in West-Zeeuws-Vlaanderen die gelegen was tussen het Eiland van Groede en het eiland van Cadzand. Het Zwarte Gat bestond reeds in de middeleeuwen. Het mondde uit in de Wielingen ter hoogte van de huidige Groedse Duintjes. Aan de zuidzijde ging het over in het Coxysche Gat, dat in verbinding stond met Sluis en het Zwin.

## Geschiedenis
Nadat het eiland Wulpen in 1377 werd overstroomd, verbreedde de geul zich. Doordat tegelijkertijd het Zwin verzandde, wilden de Bruggelingen het Zwarte Gat afdammen, daar ze vermoedden dat dit de bevaarbaarheid van het Zwin ten goede zou komen. In 1418 werd een deel van Wulpen herdijkt en in 1422 werd door de Heer van Moerkerk de Polder van het Zwarte Gat aangelegd, waardoor het Zwarte Gat werd afgesloten.
Het Zwin bleef echter verder verzanden en in 1470 werd besloten om de polder op te offeren, hetgeen in 1474 geschiedde. Dit bracht geen soelaas en men besloot nu het Zwarte Gat opnieuw af te sluiten. Dit had zich echter aanmerkelijk verdiept, en de afsluiting mislukte keer op keer. In 1514 legde men zich bij de onuitvoerbaarheid van de afsluiting neer.
Wel werd het Zwarte Gat afgedamd verder landinwaarts, bij Croxhoeke ten zuiden van Nieuwvliet. Deze dam werd in 1548 weer doorgestoken, maar blijkbaar was de stroming in het Zwarte Gat reeds minder krachtig geworden, want in 1554 werd 88 ha in de Nieuwenhovepolder bedijkt door Gheron en Jacques Adornis.
In 1602 werd het gehele noordelijke deel van het Zwarte Gat afgedamd en ingepolderd, en wel door Anselmus Optius Adornis. Dit was de Groote Sint Annapolder, een langgerekte polder van 101 ha. Op een opwas die was ontstaan na de doorsteek van de dam bij Croxhoeke werd het huidige Nieuwvliet gesticht.
Ten zuiden van de Groote Sint Annapolder werd niet veel later nog de Kleine Sint Annapolder van 33 ha ingedijkt, welke gelegen was iets ten noorden van de lijn Oostburg-Zuidzande. Deze polder werd in 1653 nog vanuit het zuiden overstroomd, in 1656 heringedijkt. Opnieuw overstroomde de polder in 1682, om in 1698 opnieuw te worden ingedijkt.
Wat nog bleef waren de schorren in de monding van het Zwarte Gat. Deze werden in 1623 van de Westerschelde afgesloten en ingepolderd. Dit was de Zwarte Polder. In 1802 verdween deze polder onder water. Een klein deel van 8 ha, de Herdijkte Zwarte Polder, werd in 1803 weer ingedijkt om de Groote Sint Annapolder te beschermen, en het overige deel werd niet meer ingedijkt. Dit deel staat bekend als de Verdronken Zwarte Polder en is tegenwoordig een natuurgebied. 